# 館合站
館合站（日语：／ Tateai eki */?）是位於秋田縣平鹿郡雄物川町沼館八掛（現時：橫手市雄物川町薄井中鳥屋場），羽後交通橫莊線的鐵路車站（廢站）。
關於日文站名，曾經出現和兩種寫法，此條目的日文站名取自羽後交通橫莊線的研究書（著作：若林宣，Neko出版，2004年9月發行）所採用的寫法。

## 歷史
- 1919年（大正8年）7月15日：橫莊鐵道沼館站至此站開通，此站啟用[1][2][3][4]。當時為一般車站[4]。車站用地的購入費用由當地富有人家，橫莊鐵道創設委員長土田萬助（日语：土田万助）捐贈[5]。
- 1920年（大正9年）3月24日：此站至羽後大森站之間開通，成為中途站[1][2][3][6]。
- 1944年（昭和19年）6月1日：公司改名為羽後鐵道。此線的名稱定為橫莊線。使此站成為羽後鐵道橫莊線車站[1][2][6]。
- 1947年（昭和22年）
  - 7月23日：當區發生暴雨，使路基和橋腳被損，橫莊線整段暫停營業，此站也暫停營業[3][7]。
  - 7月29日：橫手站至此站之間重開，此站重開[3][7]。
- 1948年（昭和23年）11月8日：此站至老方站之間重開[3][7]。
- 1952年（昭和27年）2月15日：公司改名為羽後交通。使此站成為羽後交通橫莊線車站[1][2][3][6]。
- 1965年（昭和40年）
  - 7月9日：由於水災，使雄物川橋樑橋墩被沖刷。此站至二井山站之間不能通行[8][3]。
  - 10月21日：此站至二井山站之間正式暫停營業[3]。
- 1966年（昭和41年）6月15日：此站至二井山站之間廢除[1][2][3][6]。
- 1969年（昭和44年）1月16日：沼館站至此站之間廢除線，此站也被廢除[1][2][3][6]。

## 車站構造
截至廢站前，此站是地面車站，設有1面1線的單式月台。月台在路軌的東邊（老方方向的列車會開啟右邊車門）。此站設有側線，當中從本線向西分岔設有1條機走線。在本線靠近橫手一方的機走線處還有向東分岔的側線，該側線延伸至站舍南邊。在機走線靠近老方一方與本線匯合前設有分岔出來的例線。
此站是直營車站。站舍位於站內東邊，鄰接月台中央。
截至1966年（昭和41年）2月，此站設有一條分支出來的礫石開採線，該線延伸至雄物川河床。在1947年（昭和22年）因水災而暫停營業時，把羽後大森站餘下的車輛運送時使用。
關於此站的名稱，羽後交通的資料使用了這個寫法。

### 雄物川橋樑
在此站至羽後大森站之間，路線會跨越雄物川。跨越該河流的橋樑名為「雄物川橋樑」。該鐵橋長428米，共有23座橋墩和24節橋面。
與晩年的橋樑相比，由於雄物川過度捕撈礫石和河堤工程，使河流的河床下降了。在1965年（昭和40年）7月9日發生暴雨後，九號橋墩被侵蝕（同日暫停列車行走），經過調査後，發現其他橋墩也有老化的情況，而這個惡劣的情況已經無法進行修輯。在翌年1966年（昭和41年）2月4日，職員目睹九號橋墩倒塌，這樣進行復修變得更加困難，也是成為橫莊線廢除的其中一個重要原因。

## 車站周邊
- 秋田縣道13號湯澤雄物川大曲線（日语：秋田県道13号湯沢雄物川大曲線） - 部分路軌遺址變成了此道路。
- 雄物川
- 館合郵局

## 現狀
在2002年（平成14年）3月，雄物川町（當時）在車站遺址的農協用地內，建立了一塊白色紀念碑，碑上刻上了「橫莊線 館合站跡」和此站的歷史。在2007年（平成19年）5月和2010年（平成22年）10月仍然存在。
另外，此站遺址附近的路軌遺址變成了道路。截至2007年（平成19年）5月，靠近橫手一方的路段已經看不到往日路軌的樣子、而此站遺址至雄物川河堤之間的道路上還可看到路基，還可確認曾經該處設有鐵路線的存在。在2010年（平成22年）也是同樣。
關於雄物川橋樑，截至1996年（平成8年），橋墩已經使用爆破的方式拆毀。另外，從河道上的沙州可確認，靠近羽後大森一方的橋邊與圓形橋墩地基還存在。在1999年（平成11年）和2010年（平成22年）也是同樣情況。而使用爆破型式拆毀橋墩是為了進行河道整治工程。

## 相鄰車站
羽後交通
橫莊線
船沼－館合－羽後大森

## 注腳
1. 1 2 3 4 5 6  《日本鉄道旅行地図帳 全線全駅全廃線 2 東北》（監修：今尾惠介，新潮社，2008年6月發行）43頁。
2. 1 2 3 4 5 6  《新 鉄道廃線跡を歩く1 北海道・北東北編》（JTB出版，2010年4月發行）222頁。
3. 1 2 3 4 5 6 7 8 9 10 11 12 13 14 15  《新 消えた轍 3 東北》（著：寺田裕一，Neko出版，2010年8月發行）25-28,30-31頁。
4. 1 2 3  《私鉄の廃線跡を歩くI 北海道・東北編》（著：寺田裕一，JTB出版，2007年9月發行）165頁。
5. ↑  《秋田人名大事典（第二版）》秋田魁新報社，2000年，391-392頁。
6. 1 2 3 4 5 6 7 8  《私鉄の廃線跡を歩くI 北海道・東北編》（著：寺田裕一，JTB出版，2007年9月發行）82-85頁。
7. 1 2 3  《RM LIBRARY 61 羽後交通横荘線》（著：若林宣，Neko出版，2004年9月發行）16-17頁。
8. 1 2 3 4 5 6  《RM LIBRARY 61 羽後交通横荘線》（著：若林宣，Neko出版，2004年9月發行）19-20頁。
9. 1 2 3 4 5 6  《RM LIBRARY 61 羽後交通横荘線》（著：若林宣，Neko出版，2004年9月發行）6,11,14-15頁。
10. 1 2  《とうほく廃線紀行》（無明舍出版，1999年12月發行）60-61頁。
11. 1 2  《新 鉄道廃線跡を歩く1 北海道・北東北編》（JTB出版，2010年4月發行）201-203頁。
12. ↑  《鉄道廃線跡を歩くII》（JTB出版，1996年9月發行）34-35頁。
13. ↑  《新 鉄道廃線跡を歩く1 北海道・北東北編》（JTB出版，2010年4月發行）203頁。

## 相關項目
- 日本鐵路車站列表 Ta